# 瓦莫里 (亞利桑那州)
瓦莫里（英語：Vamori）是位於美國亞利桑那州皮馬縣的一個非建制地區。該地的面積和人口皆未知。

## 地理
瓦莫里的座標為31°43′16″N 111°54′19″W / 31.72111°N 111.90528°W，而該地的平均海拔高度為686米（即2251英尺）。